# История одежды
История одежды и текстиля — дисциплина, изучающая появление и использование текстиля и других материалов, а также прослеживающая развитие технологий изготовления одежды.

## Раннее использование одежды
Ношение одежды является исключительно человеческой характеристикой, особенностью большинства человеческих обществ. Неизвестно, когда люди начали носить одежду, но антропологи считают, что шкуры животных и растительность использовались в качестве защиты от холода, дождя и солнца, особенно когда люди мигрировали в новые климатические условия. Одежда и текстиль — важная часть истории человечества. Они показывают технологический уровень развития цивилизации и обнаруживает, какие технологии были использованы в ходе обработки этих материалов. Социальный статус готового продукта отражает культуру сообщества, где он был произведен.
Для изучения одежды и текстиля используют материальные артефакты, обнаруженные археологами. Процесс производства текстиля запечатлён в искусстве и литературе. Существуют документы, касающиеся изготовления, использования и торговли тканями, инструментами и готовой одеждой. Изучение истории текстиля, особенно её ранних стадий, является частью исследований в области материальной культуры.

## Традиционная одежда, исторический костюм и мода
В некоторых случаях непросто разграничить понятия «исторического костюма» и «традиционной одежды». Этнографические элементы тесно связаны с историческим материалом, поэтому, как правило, сложно разделить исторические и традиционные компоненты костюма.
Непросто определить и положение традиционного костюма в системе моды. Один из обсуждаемых вопросов — подвержен ли костюм воздействию моды и каким образом мода адаптирует элементы традиционного костюма. Некоторые исследователи полагают, что принцип моды может быть идентифицирован и в традиционном костюме. В то же время их рассматривают как противопоставленные системы. «Мода поддерживает героическую фигуру преодоления, национальный костюм, напротив, сосредоточен на сохранении границ».

## Теория костюма и моды
Теория моды является аналитической дисциплиной, связанной с изучением форм одежды, а также её смысловых основ. Теория моды связана с несколькими направлениями: изучением социальных аспектов и идеологической практики, исследованием экономических основ и маркетинговых стратегий, изучением аксиологических принципов и художественных особенностей элементов моды. Теория моды — широкая исследовательская область, посвященная изучению как объектов материальной культуры (костюма, мебели, аксессуаров, предметов быта), так и идеологических концепций, связанных с установлением системы ценностей. В области теории моды, как правило, обозначают несколько основных направлений, основными из которых называют социальные теории, доктрину потребления, концепции телесного и проблему языка.

## Одежда и текстиль
Волокна можно валять, получая готовый материал, или прясть, получая пряжу, которую можно использовать в вязании или плетении для получения ткани. Подобная ткань обнаружена на Ближнем Востоке во время позднего каменного века. С древних времен и по сегодняшний день методы текстильного производства постоянно развиваются, а выбор доступных текстильных изделий влияет на то, как люди одеваются и украшают своё окружение.

## Первобытное общество
Существуют доказательства того, что впервые первобытные люди начали носить одежду ещё 100 000—500 000 лет назад.
Генетический анализ нательной вши, которая живёт в одежде человека, показывает, что она отделилась от головной вши около 170 000 лет назад, что подтверждает теорию о том, что люди начали носить одежду примерно в это время.
Использование швейных игл началось по меньшей мере 50 000 лет назад (Денисова пещера, Сибирь). Самая старая (60 000 лет) игла (стержень и ушко отсутствуют) найдена в пещере Сибуду, Южная Африка. Другие ранние примеры игл, датированные 41 000—15 000 лет назад, были найдены в нескольких местах, например, Словения, Россия, Китай, Испания и Франция.
Самая ранняя находка окрашенных льняных волокон датируется возрастом 36 000 лет и была найдена в пещере в Грузии.

### Каменный век
В Европе наступило похолодание 6200 г. до н. э.: ушёл мягкий тропический климат, при котором люди думали скорее об украшениях, чем об одежде.
Слонов, носорогов и бегемотов сменили северные олени, медведи и львы, чей мех и шкуры, сшитые с помощью сухожилий и волос, успешно играют роль теплой одежды: звериные лапы стали бретелями, а спинки с хвостами — юбками. Мужчины одевались скромней женщин, у одежды мужчин не было бретелек — они перевязывали шкуры животных через правое плечо.
Украшениями служили клыки и кости животных, камни, янтарь, а также подручные материалы.

## Древние цивилизации

### Древний Египет
Производство льняных тканей в Древнем Египте относится к 5500 году до н. э. Культивация и одомашнивание льна, возможно, импортируемого из Леванта, документируется 6 000 годом до н. э. Волокна тростника, пальм и папируса использовались отдельно или вместе со льном для изготовления верёвок и других видов тканей. Данные о производстве шерсти в Египте в этот период скудны. Традиционной одеждой мужчин была набедренная повязка схенти, женщин — платье на широких бретельках калазирис. За свою продолжительную историю костюм древних египтян менялся незначительно, дополнялся накидками и аксессуарами, отвечая запросам общества и климатическим изменениям.
Старейшее из известных сегодня платьев (тарханское платье) найдено в египетском Тархане в 1913 году и датируется 3482 — 3102 годами до н. э.

### Античный мир
Греки носили прямоугольные куски шерстяной или льняной ткани, закрепляя их на плечах двумя застежками-фибулами, а на поясе — ремнём.
Женщины заворачивались в пеплос — отрез плотной ткани два метра длиной и полтора шириной. Хитоны — одеяния, меньшие по размеру и более лёгкие. Хитоны до колен служили для юношей нижней рубашкой. Надеваемый сверху короткий плащ, который застёгивали пряжкой на одном плече, назывался хламида. Другой вид плаща — гиматий — мог служить и ночным покрывалом.
Этруски переделали греческий плащ, выкраивая его в форме вытянутого полукруга. Это — будущая римская тога. Очень большая — до семи метров, — она была так тяжела, что требовалась помощь, чтобы окутаться ей. Закон гласил: должностные лица носят тоги белого цвета, полководцы-победители — пурпурные или золотые. Женщины выбирали на свой вкус.

### Древний Китай
Ранние свидетельства производства шёлка в Китае найдены в местах культуры Яншао в Ся, Шаньси. Об этом свидетельствует разрезанный кокон тутового шелкопряда, датирующийся 5000 — 3000 годами до н. э. Фрагменты ткацких примитивных станков примерно 4000 года до н. э. обнаружены в местах существования культуры Хэмуду в Юйяо. Обрывки шёлка 2700 года до н. э.найдены на месте культуры Лянчжу в Цяншаньяне, Хучжоу, Чжэцзян.

### Железный век в Европе
Железный век в целом определяется как период с конца бронзового века (ок. 1200 год до н. э.) до начала Средневековья (500 год н. э.). Об одежде народов Европы этого периода можно судить благодаря сохранившимся захоронениям. Изученные предметы одежды на территории современной Дании указывают на шерстяные платья, туники и юбки. Такая одежда оставалась бесформенной и закреплялась на фигуре кожаными ремнями, металлическими брошками или булавками. Одежда иногда расшивалась контрастными узорами по краям. Мужчины носили штаны, обёрнутыми на икрах отрезками ткани. Согревались люди шерстяными накидками и шкурами животных, которые, вероятно, носили мехом внутрь. Также надевали шапки из шкур. Волосы заплетали в косы или делали съевские узлы.

## Средневековье

### Византия
Византийский костюм отличается особой роскошью. Античная тога превратилась в плащ из золотой ткани, который надевают поверх туник, расшитых узорами и жемчугом. У женщин длинная вуаль покрывает голову, в прическах используются драгоценности. Узкие мужские брюки украшены россыпью цветов.

### Раннее средневековье
Европейский мужской костюм состоял из туники различной длины, штанов брэ и плаща, заимствованного у римлян. Он носил название сагум. Вся одежда изготавливалась из грубых домотканных материалов. Шлемы и кольчуги, поскольку хорошо умели обрабатывать металл. Готы, германцы, бургунды не знают себе равных в искусстве украшения металла чеканкой, эмалями и инкрустациями.

### Высокое Средневековье и расцвет моды
Одежда в Европе XII и XIII веков оставалась простой и однообразной как для мужчин, так и для женщин. Традиционное сочетание короткой туники со штанами для мужчин рабочего класса и длинной туники с верхней одеждой для женщин и мужчин высшего класса сохранилось. Одеяние простых жителей за 300—400 лет практически не изменилось. В XIII веке проявился большой прогресс в окрашивании и обработке шерсти, которая шла на верхнюю одежду. Из льняных тканей шили одежду, прилегающую к телу.
Крестоносцы принесли в Западную Европу из Леванта информацию о тамошних изысканных тканях и шёлке. В Северной Европе шёлк был импортным и считался очень дорогой роскошью. Состоятельные люди могли позволить себе парчу из Италии или ещё дальше. Модный итальянский шёлк украшен узорами кругов и животных и покупался в османской Бурсе, куда привозился из Китая династии Юань по Шёлковому пути.
Рукава женских платьев котт должны быть такими узкими, что каждый раз после надевания их нужно зашивать.
Церковь требует, чтобы евреи носили отличительный предмет одежды — жёлтый остроконечный колпак.
Середина XIV века знаменует собой появление «моды» в Европе. С этого периода европейская мода значительно меняется и приобретает яркие отличительные черты от других цивилизаций и периодов. Появляется более приталенный крой по фигуре, дополненный шнуровками и пуговицами. Для мужчин в моду вошла одежда mi-parti, сшитая из двух контрастных тканей.
Популярной обувью XIV—XV веков, занесённой с Востока, была кракове (или пулены) с длинными узкими носками. Чем длиннее носок был у ботинка, тем богаче и знатнее считался его хозяин. Порою длина носка достигала таких размеров, что его приходилось подвязывать, чтобы он не мешался при ходьбе.
1350-е
Крестьяне освобождаются от сеньоров. Ремесленники и торговцы в городах образуют экономические группы — цеха, гильдии. В Италии и Франции у художников и поэтов новая цель: поиск красоты.
Мужчины носят короткие костюмы. Одежду отныне подгоняют по фигуре шнуровкой.
Появляются экстравагантные шляпы. Женщины создают конструкции из ткани, подкладывая под неё конусы или подушечки и закрепляя их длинными шпильками.
Церковь рассматривает такие шляпы «с рогами» как дьявольский знак. Дети кричат вслед женщинам, одетым подобным образом, «au hennin!». С тех пор слово «геннин» означает высокий женский головной убор.

## Эпоха Возрождения
Шерсть оставалась самой популярной тканью для всех классов, за ней следовали лён и конопля.

### 1450-е
Франция заканчивает Столетнюю войну, Англия — начинает войну Алой и Белой Розы. В Европе наступает эпоха Ренессанса, связанная с обращением к античности. В Тоскане прядут шёлк. Для праздников создаётся «необычная» одежда. Женщины носят длинный расшитый упелянд с волочащимся шлейфом, под ним облегающий котт — нижнее платье. Верх мужских шапочек обматывают шарфом, конец которого спускается на верхнюю одежду. Встречаются короткие кафтаны турецкого происхождения.

### 1470-е
В Венеции лодочники-гондольеры украшают свои шапки-боннэ перьями страуса или павлина, носят пёстрые штаны. На головах венецианок приколоты шиньоны — накладные волосы, в руках — придуманные ими носовые платки. Члены Совета носят мантии — длинные прямые одеяния со складками. Здесь торговля шелком с Азией никогда не прекращалась. Теперь триумфальный успех среди венецианских ремесленников имеет бархат.
После начала книгопечатания (1445 год) печатались не только религиозные тексты, но и модные гравюры.
Женщины сбривают волосы надо лбом и придают большое значение убранству головы. Тонкие шарфы обвязаны вокруг высоких шиньонов, нежная ткань уложена конусом на лёгком каркасе из латуни, покрывала из чёрного бархата обрамляют лицо, подчеркивая его томную бледность. Вырезы-декольте становятся все глубже.
При дворе Кастилии королева Жанна Португальская желает скрыть свою беременность — ведь она беременна не от супруга. Она вводит в моду юбку-каркас с ободами из незрелого тростника — вердуго, которая затем станет французскими вертюгалями и панье.
Другое веяние моды: креве — разрезы на рукавах робы, богатого верхнего платья, сквозь которые видна вышитая нижняя сорочка.
В Англии шляпы с клювом, в стиле Робин Гуда, имеют успех так же, как догалины из Италии — накидки с широкими, отвернутыми к плечам рукавами.
Ренессанс охватил все страны Европы. Новые тенденции: мягкие ткани, глубокие декольте и широкие рукава. Мужчины носят плоские шляпы с перьями.

## Раннее Новое время

### 1525-е
Во Франции и в одежде мужчин приняты вырезы-декольте. Пышные рукава камзолов и догалине делают с разрезами. Нижняя часть шоссов стала длинными чулками из шелковых трико. Верхняя — короткими штанами с гульфиком.

Появляется обувь с широким квадратным носком — «медвежья лапа».
В эпоху Ренессанса парфюм надолго заменил чистоту. Недобрая слава общественных бань и строгие предписания церковной Реформации убили средневековую привычку к частому мытью.

### 1540-е
После битвы при Павии (1525) победа досталась испанской чопорности. Конец декольте — теперь наглухо застегнутые робы с высоким воротником и подкладными плечами имеют жесткую форму пирамид. Преобладают чёрный и золотой цвета. Мужчины носят шпаги на боку.
Исключением остаётся Венеция, избежавшая испанского влияния. Тут дамы ходят на подпорках, которые увеличивают их рост на 30 сантиметров. Самые смелые надевают под юбку для пышности штанишки-кальсоны. Добиваясь белокурого цвета своих шевелюр, венецианки носят шляпы без донышка: волосы светлеют, выгорая на солнце.

### 1580-е
У королевы Елизаветы Английской 6000 платьев и 60 париков. Она любит накрахмаленные воротники.
А дамы при дворе Генриха III носят вертюгали с подложенными под юбки валиками (по англ. — фартингейлы). У мужчин подкладку камзолов-пансеронов набивают паклей или губкой для защиты от покушений, а ворот украшают гофрированными воротниками-фрезами. Носят очень короткие штаны-кюлоты.
С приблизительно 1580 по 1635 годы в мужской и женской моде используется ребато (также пикадиль)— широкий стоячий воротник на каркасе с зубчатыми краями. У женщин ребато порою возвышался гораздо выше головы, напоминая крылья.

### 1600-е
Европейские страны борются за превосходство. Испания и Италия теряют своё влияние. Законодательницей моды становится Франция.
В период разгоревшегося в Англии политического и религиозного конфликта костюм становится средством выражения политических взглядов. Английские пуританки носят поверх головного убора большие чёрные шляпы (капотены) — в таких прибыли в Америку первые колонисты. Лорд Денбиг привёз из Индии пижаму: длинные «штаны моголов» под свободно-развевающейся курткой.
Некоторые, как жители южных Нидерландов, остаются верны испанским фрезам (рафам), широким, как мельничные жернова. К середине XVII века раф уменьшился в диаметре и почти не крахмалился. В 1600-х годах введён в моду высокий стоячий воротник а-ля Медичи (также а-ля Мария Стюарт) специально для демонстрации кружева королевой Франции Марией Медичи, в честь которой получил своё название.
Но мода, как искусство, и научные идеи века меняется быстро и часто. Фартингейлы пропали, женщины вернулись к естественным линиям. Лицо обрамляют локоны. Надевают одно за другим сразу три платья: скромное с рукавами, украшенными лентами, лукавое, а под ним — секретное.

На голове у мужчин — фетровая шляпа с перьями. Плащи носятся на одно плечо. Фрезы забыты, им предпочитают жёсткие затянутые воротники-голилья. Сапоги делают с широкими отворотами, а туфли прикрывают розеткой из лент.
- Питер Пауль Рубенс и Изабелла Брант в стомаке и воротнике-раф, 1609 - 1610 гг. (автопортрет), Старая пинакотека (Германия)
- Франс Младший Пурбус — «Портрет Марии Медичи» (1613) в кружевном воротнике медичи. Галерея Уффици (Италия)
- Саломон Месдах - Портрет Энн Буден Кортен (1619) в шляпе капотен
- Франс Халс - Портрет мужчины (1622)
- Антонис ван Дейк - Портрет Энн Карр (1638)
- Бартоломеус ван дер Хелст - Портрет неизвестной пары (1661)

1663 — испанцы только что сменили дамские вердугадо на гардинфанты, более вытянутые в ширину, но все ещё жёсткие. И уже открывают для себя в Версале новую моду, представляемую молодым королём Людовиком XIV. Ленты соперничают с перьями и кружевами в экстравагантных нарядах. Пурпуэн (мужская верхняя одежда, ведущая своё начало от военного костюма XIII века; в данный период представляла собой куртку с отрезным по талии облегающим лифом, рукавами и баской) превратился в брассьер, из-под которого наружу топорщатся кружева — жабо воротника и манжеты сорочки. Самым удивительным предметом стали рингравы (в Англии называемые петикоут-бричз), короткие и широкие брюки-юбка с обилием кружевных воланов-канонов. Плоские шляпы покрыты страусовыми перьями; обувь на красном каблуке и с бантом.
С тех пор, как мадемуазель Фонтанж, фаворитка короля, подвязала свои волосы бантом, беспорядочные локоны больше не носят — все они должны быть высоко подняты. Дамы, чьи причёски открывают уши, — бесстыдницы, потому что дают повод для плутовских речей. Модные и у мужчин, и у женщин бархатные мушки, смотря по тому, где они наклеены, могут означать возвышенную или низменную страсть. Самые красивые мушки покупают в «Жемчужине мушек» на улице Сен-Дени.
В конце XVII века рингравы исчезли, а камзол сменили полукафтаны-жюстокоры. У них есть карманы. Галстук «а-ля Штейнкерк» имеет вид шарфа, продетого одним концом в петлицу. Мужчины вместо париков с отброшенными на спину волосами носят другие, очень высокие — «биннеты», названные так по имени их творца Бине.
Новые модные предметы для дам — маленькая муфта, перевязанная лентой, и менее жесткие корсеты-гургандины. Украшением общества становятся острословы и весельчаки.
Открылся салон моды мадам де Мосмеле.

## XVIII век
На смену эпохе моды барокко пришла эпоха моды рококо: «интимный» костюм, то есть богато орнаментированные платья с правильными линиями и маленькими деталями.
Французская королева Мария-Антуанетта — самая элегантная женщина Франции. Подданные короля мгновенно следуют её примеру. Она ввела в моду платье рубашечного покроя. Королева официально разрешила придворной модистке Розе Бертен обшивать всех. Как следствие, открылась модная лавка «Великий Могол». На помпезных праздниках, устраиваемых при королевском дворе, встречаются хитроумные устройства. К примеру, панье — каркас юбки, который легко поднимается и сужается, давая возможность свободно проходить в двери. Или головные уборы на пружинах. Но и механика не даёт забыть про кружева: они везде.
В городе в моде верхняя одежда небольших размеров: женский казакин — узкая куртка до бёдер — и короткий мужской вест. Все носят большие шляпы на манер англичан.
Волосы больше не стригут, а добавляют накладные. С помощью конского волоса и газовой ткани на голове возводят целые сооружения: цветы, птицы, куклы, корабли (A-la Belle Poule), любимые животные, овощи на этих взбитых пучках-пуфах отражают вкусы тех, кто их носит. К началу 1780-х годов громоздкая, вычурная куафюра становится несколько скромнее, исчезает мода на «паруса» и «вазоны». После Французской революции «старорежимные моды» сделались предметом насмешек.
«Магазин английских, французских и немецких новых мод» — первый модный журнал в России, выходивший в Москве ежемесячно в апреле-декабре 1791 года.
- ок. 1720 - 1730
- Якопо Амигони - Певец Фаринелли с друзьями (ок. 1750-1752)
- Мариано Сальвадор Мелла - Карлота Жоакина, инфанта Испанская (1775–1778)
- Виже-Лебрен - Парадный наряд Марии-Антуанетты (1778)
- Ангелика Кауфман Портрет леди Элизабет Фостер (1785).
- Портрет Томаса Монтегю (ок. 1780-1790)
- Мода 1796 года периода Директории

## XIX век

### 1800-е
Из Франции распространяется ампирная мода, подражающая античным образцам. Платья больше не будут совсем прозрачными; их рукава, бывшие маленькие «фонарики», становятся очень длинными. Грудь из свободного декольте возвращается под лёгкий корсет. Облака кисеи служат важному делу обновления дамского белья: робко появляются нижние штанишки — идея молодых англичанок для занятий гимнастикой. Дамы, не имевшие к ним привычки, находят их неудобными и долго отвергают.
На парадных платьях декольте украшали небольшими стоячими воротниками-херусками, уменьшенным вариантом пышных воротников-медичи XVII века.
Завоевание более прочное, хотя тоже английское: короткая куртка спенсер, придуманная лордом Спенсером. Джордж Браммел — английский денди, абсолютный законодатель мод.
Популярностью пользовались простые причёски, преимущественно на античный манер, в том числе короткие «унисекс»-стрижки (например, причёска а-ля Тит).
- Герхард фон Кюгельген «Дарья Христофоровна Ливен» (1801)
- Франсиско Гойя Граф Фернан Нуньес (1803)
- Уильям Оуэн, «Джон Соун-младший и Джордж Соун» (1805)
- Робер Лефевр, «Портрет Полины Бонапарт» (1806)
- Франсуа Жерар, «Портрет мадам де Марешаль Ланнэ, герцогини Монтебелло с детьми» (1814)
- Франсуа Пико «Портрет Аделаиды Софии Клерет» (ок. 1817)
- Эккерсберг «Семейство Натанзонов» (1818)

### 1820-е — 1830-е
После окончания Наполеоновских войн наступает относительно продолжительное затишье, которое в Германии и Австрии назвали эпохой бидермайер. В этот период в мужской моде главенствуют редингот, жилет и цилиндр, трость, узкие брюки со штрипками, рубашка с воротником-фатермордер, иногда фрак. Женщины носили платья с узкой талией, широкими декольте, пышными юбками в форме колокола, шляпки-капоры.
- Ари Шеффер, «Портрет Лафайета» (1823)
- Джеймс Лонсдейл, «Уильям Уэвелл» (1825) в воротнике-фатермордер
- Й. К. Штилер, «Портрет Евгении Лейхтенбергской» (1826)
- А. П. Брюллов, «Автопортрет» (1830)
- Жан-Батист ван дер Хульст, «Анна Павловна» (1831)
- Ф. фон Амерлинг, «Генриетта, баронесса Переира-Арнштайн с дочерью Флорой» (1833)
- К. П. Брюлов, «Портрет сестёр Шишмарёвых» (1839). ГРМ

### 1840-е — 1850-е
- 1849 — появилась английская булавка, которая позднее станет модным аксессуаром.
- 1853 — Леви Страусс изготовил первые джинсы.

### 1860-е
Кринолин стал символом праздников и вальсов. Нижние юбки из конского волоса передали своё название «клеткам» из металла, поддерживающим платье, подол которого в окружности доходил до 14 метров. Позднее появление велосипедов и распространение железных дорог выводят его из обихода.
- 1860 — княгиня Меттерних, которую называют мадам Шифон — самая элегантная женщина при дворе Наполеона III. Она особо ценит модели английского модельера Уорта.
- 1868 — Чарльз Фредерик Уорт учреждает Синдикат высокой моды, объединив салоны, в которых одевались высшие круги общества, в единую организацию, существующую до сих пор. Рождается высокая мода — от-кутюр[43].

### 1880-е
Для хрупких женщин корсет — надёжная поддержка, для других — средство создания нужного силуэта. Чтобы надеть корсет, долгое время требовалась помощь. Появление шнуровки «для ленивых» позволило одеваться самостоятельно. Однако этот предмет продолжает вызывать споры. По данным медиков, 4 из 5 женщин, умирающих от грудных болезней, убивают себя сами, сильно затягивая корсет (см. Жертва моды). Подол платья приобретает новую форму за счёт турнюра.

### 1890-е
В 90-х годах в Вене возникает стиль «сецессия», название которого связано с одноимённой художественной группой. В неё вошли молодые художники, решившие порвать с традициями искусств предшествующих поколений. На стыке веков появилось новое мироощущение, в котором сплетаются мир стремительно развивавшейся техники и уходящей романтики — одновременно во многих странах возникают новые художественные направления, единые по мысли, но со своими особенностями и с разными названиями: в Германии — югендстиль, в Вене и Чехии — сецессия, в других странах Европы — ар-нуво, в странах будущего Советского Союза все эти направления объединены под общим названием — модерн. Основная черта модернистских направлений — гармоничность, равновесие между эстетикой и целесообразностью.
Блистают дома европейской моды: Worth, Doucet, Paquin, Cheruit, Rouff, Poiret, Babani, Fortuny.

## XX век

### 1900-е
Трёхколесные велосипеды и появившиеся автомобили требуют новой одежды, укрывающей и защищающей.
Мужчины-пешеходы носят цилиндры и длинные пальто с меховой подкладкой — пелисы.
Дамы отказались от турнюра. Юбка облегает талию и расширяется книзу. Верх платья заканчивается высоким воротником, рукава — буфами. Шляпы становятся огромными.
Впервые дом Ревийон предлагает меховое манто. Мех больше не используется как подкладка, а выступает самостоятельно.
Настоящую революцию совершает Поль Пуаре, отменив корсет. Он заставил признать платье живых и энергичных расцветок, которое подчеркивает фигуру лентой, проходящей под грудью. Вес дамского наряда уменьшился с 3 килограммов до 900 граммов.
- 1903 — модельер Поль Пуаре открывает собственный дом моды.

### 1910-е
- 1911 — модельер Поль Пуаре выпустил первые дизайнерские духи «Розина» — по имени своей старшей дочери, а также открыл в Париже ателье «Мартина» — по имени младшей дочери.

### 1920-е
Солдаты, вернувшиеся с Первой мировой войны, не узнают своих девушек: они носят короткие волосы «под Гарсона», героя модного в то время романа, и шляпки клош.
Повсюду танцуют чарльстон и танго. Приходится всё более укорачивать юбки. Пояс для подвязок вытеснил корсет. У мужчин вечерний пиджак, который во Франции называют смокингом, подходит на смену жакету и полосатым брюкам.
- 1926 — Коко Шанель впервые продемонстрировала своё маленькое чёрное платье. Оно не произвело большого эффекта на фоне модных тогда ярких красок и ждало признания до 30-х годов.

### 1930-е
Последствия биржевого краха на Уолл-стрит 1929 года сказались не сразу, а лишь спустя некоторое время. Великая депрессия, глобальный экономический кризис, охвативший все сферы производства и отрасли хозяйства, закончился лишь в конце 30-х годов.
Пришла мода мягкой, текучей, очень женственной одежды с «благоразумной» длиной. Большинство людей, как бы бедны они ни были, хотели выглядеть достойно. Женщины сумели устроиться в годы депрессии. Те, кто не мог купить новое платье, просто удлиняли старое, ведь короткие юбки больше не носили даже днём. Платье дам доходило примерно до середины икр, и все, что было короче, искусно удлинялось до нужной длины с помощью лент, оборок, клиньев. Если днём длина юбок достигала середины икр, то вечером носили длинные платья с большим декольте на спине. Вновь появились классические атрибуты женственности: воланы, банты, рюши, драпировки.
Платье формируется на классическом силуэте женского торса: талия, бёдра, грудь. Если оно было цельнокроеным, то перехватывалось в талии узким поясом. Силуэт получался стройным и естественным, ткань мягко ниспадала. Очень актуальна в композиции костюма лёгкая асимметрия. Ткани в стиле Арт Деко с ненавязчивым геометрическим рисунком или гладкокрашеные. Обязательными в костюме 30-х были аксессуары, для многих они являлись единственной доступной возможностью привести гардероб в соответствие с новыми требованиями. Популярны были узкие сумочки-конверты без ручки, или маленькая сумка-кошелек с защелкой-рамочкой из серебра или пластмассы. Очень мало дорогих аксессуаров. Что касается модных украшений, то повсеместно допускалось сочетание драгоценных камней с искусственными.
Волосы, в отличие от 20-х годов, отрастили и тщательно укладывали. Предпочтение отдавалось блондинкам. Подобающий цвет лица отличала та прозрачная безупречность, которая так восхищала у звезд киноэкрана.
Соответствовать идеалу красоты этого времени, казалось, было совсем просто: женщина должна быть стройной, но уже не по-мальчишески, а женственно, кроме того, она должна быть спортивной, загорелой, непринуждённой и ухоженной. Она узнала, что настоящая красота приходит изнутри, и потому ценила здоровое питание, свежий воздух и занятия спортом.

### 1940-е
1941 — война, тяжёлые годы. Обувь делают на деревянной подошве, юбки стали короче. Девушкам стоит больших усилий быть модными, а для стиляг всё просто: шляпа на затылке, большой обвисший пиджак и зауженные брюки.
Как обычно бывает в истории моды, за периодом аскетизма последовала эпоха расточительной роскоши. В 1947 году пока ещё неизвестный кутюрье Кристиан Диор предлагает элегантный и романтичный стиль одежды New Look (с англ. — «новый облик»). Стиль, предложенный Кристианом Диором явился реакцией на строгость и умеренность предшествующего периода. В моду вошли корсеты, утягивающие талию до 50 см, возродилось применение кринолина и узкого, прилегающего лифа. Диор представил платье «Оккупация» и нарисованные чулки.
Это золотые времена для Бальмэна, Фата, Баленсиаги. Шанель представляет свой знаменитый костюм, который будут копировать и носить все последующие поколения женщин.
В моду входят полупальто с пристегивающимся капюшоном — бывшая одежда военных.

### 1950-е
Брюки — серьёзное завоевание женщин, которые имеют право носить их во всех случаях, не вызывая упреков. Однако странно: одеваться, как мужчины, не дозволено женщинам, занимающимся лыжным и велосипедным спортом.
В моду пришла свобода выбора: прически с завитыми шиньонами или короткие стрижки, шуршащие многослойные нижние юбки «фру-фру» или серебристые «космические костюмы».
В моду также вошли балетки.

### 1960-е
Основная статья: Мода 1960-х годов
Мода на хрупкий тип женщины. На пике популярности модель Твигги и мини-юбки. В СССР в 1960-х годах популярны вязаные наушники собственного изготовления.

### 1970-е
С тех пор как холщовая ткань вернулась к нам из Америки в виде джинсов, курток и комбинезонов, оба пола имеют привычку носить одежду одинакового фасона, обмениваясь майками и бейсболками.
Раз женщины сегодня позаимствовали мужские рубашки и пиджаки, то и мужчинам больше не обязательно быть шотландцами, чтобы носить юбку. Такого взаимного влияния и такого широкого выбора не было ещё никогда.

### 1980-е
В 1980-е мода отходит от ностальгических характеров 1970-х и обращается к идее власти и гедонизма. В этот период формируется публичный официальный дресс-код. Костюм этого времени ориентирован на декларацию статуса его владельца. Гедонизм в костюме соотносят с использованием интенсивных цветов и гипертрофией форм. Одежда 1980-х построена на использовании дорогих материалов, ярких цветов и сложных форм.
1980-е оказались одним из первых десятилетий, когда альтернативные идеи в костюме стали основой коммерческой моды. Одним из центральных направлений этого периода является движение деконструкции. Его связывают с появлением структурного кроя и расценивают как попытку создания интеллектуальной программы моды. 1980-е годы принято считать временем активного развития японского и бельгийского дизайна.
В России развитие моды совпало с политическими и социальными преобразованиями. Помимо центральных институций, формируются локальные школы— в частности, Омская и Петербургская школа моды.

### 1990-е
Мода на стиль унисекс, на минимализм, на «экологический стиль».
- 1993 — год основания компании Bruno Banani — производителя модного белья и известной парфюмерии.
- 1995 — первый модный показ компании Victoria's Secret.

## XXI век

### 2000-е
2000
Мода на стразы, бриллианты, золото, лакированную кожу — своего рода стиль-«кишит».
2005
Компания Target впервые в истории моды провела вертикальный показ мод. Событие произошло на стене центра Рокфеллера в Нью-Йорке. Стену использовали в качестве подиума, а в роли моделей выступили спортсмены и гимнасты.
2008
- На Венецианском кинофестивале был представлен документальный фильм о Валентино. Съёмочная группа преследовала дизайнера два года — почти день в день.
- Русский журнал Vogue отметил своё 10-летие, в честь которого в августе в России появился праздничный альбом фотографий «Best of Vogue». Альбом сразу получил высокую популярность среди читателей[48].

2009
Мировой экономический кризис 2008 года ударил по индустрии моды — в октябре 2009 года итальянский дом моды Versace сократил четверть своих сотрудников по причине падения спроса на дизайнерские вещи и предметы роскоши.